# Wißkirchen
Wißkirchen is een plaats in de Duitse gemeente Euskirchen, deelstaat Noordrijn-Westfalen, en telt 932 inwoners (2006).